# Mojokerto
Mojokerto (bis 1972: Modjokerto) ist eine Großstadt in Indonesien in der Provinz Jawa Timur auf der Insel Java. Die Stadt mit einer Fläche von 20,22 km² beheimatet etwa 140.000 Einwohner (2021). Sie liegt 40 km südwestlich von Surabaya und 60 km nordwestlich von Malang.

## Name
Der Name wird lokal auf Java wie in der deutschen Schreibung gesprochen als Mojokerto was sich von den malayischen Begriffen „Maja“ and „Karta“ ableitet. Das erste Worte Maja (wie in Majapahitisches Reich) steht für die Bengalische Quitte, welche in der Region um die neue Hauptstadt dieses historischen Reichs zu finden war; das zweite Wort Karta bzw. Kerta bedeutet Festung. Der Name bedeutet damit letztlich Quitten-Festung.

## Geographie

### Administrative Gliederung
Die Stadt Mojokerto ist verwaltungstechnisch in drei Distrikte (Kecamatan) aufgeteilt: Prajurit Kulon (42.230 Einw.), Magersari (68.033 Einw.) und Kranggan (37.902 Einw.). Diese unterteilen sich weiter in 18 Dörfer urbanen (städtischen) Charakters (Kelurahan). (alle Einwohnerzahlen per Stand Ende 2021 basieren auf Fortschreibungen).
| Code 2   | Kecamatan Distrikt | Fläche (km²) | Volkszählung 2020 1 | Volkszählung 2020 1 | Volkszählung 2020 1 | Anzahl der Kelurahan 6 | Kelurahan (Verwaltungssitz in kursiv)                             |
| Code 2   | Kecamatan Distrikt | Fläche (km²) | Einwohner 3         | 0Dichte 40          | Sex Ratio 5         | Anzahl der Kelurahan 6 | Kelurahan (Verwaltungssitz in kursiv)                             |
| -------- | ------------------ | ------------ | ------------------- | ------------------- | ------------------- | ---------------------- | ----------------------------------------------------------------- |
| 35.76.01 | Prajuritkulon      | 7,41         | 40.693              | 5.491,6             | …                   | 6                      | Blooto, Kauman, Mentikan, Prajurit Kulon, Pulorejo, Surodinawan   |
| 35.76.02 | Magersari          | 8,08         | 56.588              | 7.003,5             | …                   | 6                      | Balongsari, Gunung Gedangan, Gedongan Kedundung, Magersari, Wates |
| 35.76.03 | Kranggan           | 4,72         | 35.153              | 7.447,7             | …                   | 6                      | Jagalan, Kranggan, Meri, Miji, Purwotengah, Sentanan              |
| 35.76    | Kota Mojokerto     | 20,21        | 132.434             | 6.552,9             | 98,4                | 18                     |                                                                   |

### Klima
|                       | Jan | Feb | Mär | Apr | Mai | Jun | Jul | Aug | Sep | Okt | Nov | Dez |   |      |
| Mittl. Tagesmax. (°C) | 31  | 31  | 31  | 32  | 33  | 33  | 33  | 33  | 34  | 35  | 34  | 33  | ⌀ | 32,8 |
| Mittl. Tagesmin. (°C) | 24  | 23  | 23  | 23  | 22  | 22  | 20  | 19  | 20  | 22  | 24  | 24  | ⌀ | 22,2 |

| 24 |

| 23 |

| 23 |

| 23 |

| 22 |

| 22 |

| 20 |

| 19 |

| 20 |

| 22 |

| 24 |

| 24 |

| 24 |

| 23 |

| 23 |

| 23 |

| 22 |

| 22 |

| 20 |

| 19 |

| 20 |

| 22 |

| 24 |

| 24 |

## Demographie
Zur Volkszählung 2020 rangierte Mojokerto auf Platz 80 der bevölkerungsreichsten Städte des Landes. Ende 2021 lebten im Munizipium 69.559 Männer und 70.606 Frauen, die Bevölkerungsdichte betrug 6932 Einwohner pro Quadratkilometer.
92,51 % der Menschen bekannten sich zum Islam, 5,27 % waren Protestanten und 1,32 % Katholiken. Familienstand: 44,79 % ledig, 46,31 % verheiratet, 2,547 % geschieden sowie 6,32 % verwitwet.

## Geschichte

### Fossilfund
1936 wurde das nur 14 cm lange, fossile Schädeldach eines Kindes – das Fossil Modjokerto 1 – im Gebiet des heutigen Mojokerto entdeckt, dem ein Alter von bis zu 1,8 Millionen Jahren zugeschrieben wurde. Gustav Heinrich Ralph von Koenigswald interpretierte den Fund als zweifelsfrei menschlich und ordnete ihn einer neu eingeführten Art zu, die er Homo modjokertensis nannte. In seinem Buch Begegnungen mit dem Vormenschen berichtet von Koenigswald 1965, er habe aufgrund des Alters der Fundschicht seinerzeit vermutet, das Schädeldach sei mit den als Java-Menschen (Pithecanthropus) bezeichneten Fossilien nahe verwandt, weswegen er das Schädeldach als Pithecanthropus modjokertensis benennen wollte. Der Entdecker der Java-Menschen, Eugène Dubois, verwahrte sich allerdings gegen diese Zuordnung: „Als wir den neuen Fund als Pithecanthropus modjokertensis bezeichnen wollten, kam sofort ein Protest von Herrn Dubois mit der Bemerkung, sein Pithecanthropus sei kein Mensch, und deshalb könne dieser menschliche Schädel kein Pithecanthropus sein. Aus diesem Grund erhielt der neue Urmensch bei der Taufe einfach den Namen Homo modjokertensis, wobei er im Text als Pithecanthropus-Schädel bezeichnet wurde. Das schien uns seinerzeit die diplomatischste Lösung in der Namensgebung.“ Hintergrund der Auseinandersetzung war, dass Dubois glaubte, im Java-Mensch das Missing Link zwischen Affe und Mensch gefunden zu haben, weswegen ein menschlich aussehendes, fossiles Schädeldach diese Sicht infrage gestellt hätte. Gleichwohl wurde das Fossil später als den Java-Menschen zugehörig bezeichnet, heute wird es Homo erectus zugeordnet.

### Erprobungsfeld für Energieversorgungsanlagen
Im Jahr 1937 wurde am Stadtrand von Mojokerto von deutschen Wissenschaftlern und Ingenieuren eine Hochspannungsversuchsanlage aufgebaut, die als Erprobungsfeld für Energieversorgungsanlagen in tropischen Ländern genutzt wurde. Erprobt wurden elektrische Hochspannungsbauteile und Anlagen mit 70-kV-Hochspannung, die im nahe gelegenen Kraftwerk Mendalan erzeugt wurde. Die Hochspannungsleitung wurde bis zur Hafenstadt Surabaya verlegt.